# Oguz
Az Oguz régi magyar személynév, ótörök törzsnévből származik, a jelentése: nyíl.

## Gyakorisága
Az 1990-es években szórványos név, a 2000-es években nem szerepel a 100 leggyakoribb férfinév között.

## Névnapok
- november 4.[2]